# Padang
Padang es una ciudad de Indonesia, en la isla de Sumatra.

## Geografía
Padang es la capital de la provincia de Sumatra Occidental. Está situada en la costa occidental de la isla de Sumatra, en la desembocadura del río Aran, en una bahía bien protegida que ha contribuido a la importancia de su puerto. 
Tiene una superficie de 694,96 km² y una población de 799.741 habitantes (2005), que hablan principalmente el idioma minangkabau. Exporta café, té, especias, caucho y carbón. Es importante la industria del cemento.

## Historia
Desde el siglo XVI Padang ha sido un importante centro comercial. Se cultivaba pimienta y se comerciaba con la India, Portugal, Reino Unido y los Países Bajos. A partir de 1663, cuando la ciudad cayó bajo la autoridad de los neerlandeses, el comercio se intensificó.
La ciudad estuvo bajo la autoridad británica dos veces, la primera durante la guerra entre el Reino Unido y los Países Bajos (1781-1784) y la segunda cuando el Reino Unido gestionaba el área para los Países Bajos durante las Guerras Napoleónicas (1795-1815). Después la ciudad fue transferida de nuevo a los neerlandeses. Hasta aproximadamente el año 1780 el producto que más se comerciaba era el oro que se extraía de las minas de la región. Cuando las minas se agotaron, se puso el énfasis en otros productos como el café, la sal y los tejidos.
- Datos: Q7253
- Multimedia: Padang / Q7253

1. ↑  Worldpostalcodes.org,código postal n.º 25000.